# Samir Bourenane
Samir Bourenane (en arabe : سمير بورنان) est un footballeur algérien né le 6 janvier 1978 à Batna. Il évoluait au poste de milieu défensif.

## Biographie
Samir Bourenane évolue en première division algérienne avec le club du MC El Eulma. Il dispute un total de 62 matchs en première division algérienne, inscrivant six buts.

## Palmarès
| MC El Eulma - Championnat d'Algérie D2 (1) : - Champion : 2007-08. |  | RC Arbaâ - Championnat d'Algérie D2 : - Vice-champion : 2012-13. |